# NGC 6680
NGC 6680 (również PGC 62210) – galaktyka spiralna (S), znajdująca się w gwiazdozbiorze Herkulesa. Odkrył ją Albert Marth 2 lipca 1864 roku.